# Tousson
Tousson är en kommun i departementet Seine-et-Marne i regionen Île-de-France i norra Frankrike. Kommunen ligger i kantonen La Chapelle-la-Reine som tillhör arrondissementet Fontainebleau. År 2022 hade Tousson 338 invånare.

## Befolkningsutveckling
Antalet invånare i kommunen Tousson
| Referens: INSEE |